# 사토 도시야
사토 도시야(일본어: 佐藤 都志也, 1998년 1월 27일~)는 일본의 프로 야구 선수이며, 현재 퍼시픽 리그인 지바 롯데 마린스의 소속 선수(포수, 내야수)이다. 후쿠시마현 이와키시 출신이다.

## 상세 정보

### 출신 학교
- 세이코가쿠인 고등학교
- 도요 대학

### 선수 경력
- 지바 롯데 마린스(2020년~)

### 수상·타이틀 경력
- 베스트 나인: 1회(2024년) ※포수 부문
- 올스타전 MVP: 1회(2024년 2차전)

### 개인 기록

#### 첫 기록
- 첫 출장·첫 타석: 2020년 6월 25일, 대 오릭스 버펄로스 3차전(ZOZO 마린 스타디움), 8회말에 가키누마 도모야의 대타로 출장, 사와다 게이스케로부터 중견수 뜬공
- 첫 안타·첫 타점: 2020년 6월 27일, 대 오릭스 버펄로스 5차전(ZOZO 마린 스타디움), 10회말에 사와다 게이스케로부터 우월 끝내기 적시타
- 첫 선발 출장: 2020년 8월 16일, 대 홋카이도 닛폰햄 파이터스 12차전(ZOZO 마린 스타디움), 7번·지명 타자로 선발 출장
- 첫 홈런: 2020년 9월 3일, 대 사이타마 세이부 라이온스 14차전(ZOZO 마린 스타디움), 2회말에 히라이 가쓰노리로부터 우월 솔로 홈런
- 첫 도루: 2021년 4월 23일, 대 후쿠오카 소프트뱅크 호크스 4차전(ZOZO 마린 스타디움), 2회말에 2루 안착(투수: 이시카와 슈타, 포수: 가이 다쿠야)

#### 기타
- 올스타전 출장: 1회(2024년)
- 포수로서 한 경기 6보살: 2023년 6월 27일, 대 오릭스 버펄로스 9차전(교세라 돔 오사카) ※역대 8번째인 사상 최다 타이 기록, 퍼시픽 리그 3번째[2][3]

### 등번호
- 32(2020년~)

### 연도별 타격 성적
| 연 도     | 소 속     | 경 기 | 타 석 | 타 수 | 득 점 | 안 타 | 2 루 타 | 3 루 타 | 홈 런 | 루 타 | 타 점 | 도 루 | 도 루 자 | 희 생 번 | 희 생 플 | 볼 넷 | 고 4 | 사 구 | 삼 진 | 병 살 타 | 타 율 | 출 루 율 | 장 타 율 | O P S |
| --------- | --------- | ----- | ----- | ----- | ----- | ----- | ------- | ------- | ----- | ----- | ----- | ----- | -------- | -------- | -------- | ----- | ---- | ----- | ----- | -------- | ----- | -------- | -------- | ----- |
| 2020년    | 지바 롯데 | 60    | 127   | 114   | 6     | 26    | 4       | 0       | 2     | 36    | 12    | 0     | 0        | 2        | 0        | 9     | 0    | 2     | 25    | 1        | .228  | .296     | .316     | .612  |
| 2021년    | 지바 롯데 | 62    | 155   | 132   | 16    | 27    | 4       | 1       | 6     | 51    | 18    | 3     | 0        | 7        | 1        | 14    | 1    | 1     | 30    | 0        | .205  | .284     | .386     | .670  |
| 2022년    | 지바 롯데 | 118   | 402   | 359   | 35    | 77    | 10      | 1       | 8     | 113   | 31    | 5     | 1        | 13       | 6        | 21    | 1    | 3     | 63    | 11       | .214  | .260     | .315     | .574  |
| 2023년    | 지바 롯데 | 103   | 278   | 239   | 19    | 52    | 12      | 1       | 4     | 78    | 22    | 0     | 2        | 12       | 2        | 22    | 0    | 3     | 45    | 4        | .218  | .289     | .326     | .616  |
| 2024년    | 지바 롯데 | 116   | 452   | 410   | 41    | 114   | 20      | 0       | 5     | 149   | 45    | 4     | 1        | 4        | 6        | 29    | 2    | 3     | 51    | 10       | .278  | .326     | .363     | .689  |
| 통산: 5년 | 통산: 5년 | 459   | 1414  | 1254  | 117   | 296   | 50      | 3       | 25    | 427   | 128   | 12    | 4        | 38       | 15       | 95    | 4    | 12    | 214   | 26       | .236  | .293     | .341     | .633  |

- 2024년 시즌 종료 기준.

### 연도별 수비 성적
포수 수비
| 연도 | 소속      | 포수  | 포수  | 포수  | 포수  | 포수  | 포수     | 포수  | 포수      | 포수      | 포수     | 포수     |
| 연도 | 소속      | 경 기 | 척 살 | 보 살 | 실 책 | 병 살 | 수 비 율 | 포 일 | 도루 시도 | 도루 허용 | 도 루 자 | 저 지 율 |
| ---- | --------- | ----- | ----- | ----- | ----- | ----- | -------- | ----- | --------- | --------- | -------- | -------- |
| 2020 | 지바 롯데 | 28    | 68    | 10    | 0     | 1     | 1.000    | 0     | 11        | 8         | 3        | .273     |
| 2021 | 지바 롯데 | 40    | 160   | 32    | 2     | 1     | .990     | 1     | 24        | 19        | 5        | .208     |
| 2022 | 지바 롯데 | 84    | 448   | 77    | 4     | 13    | .992     | 4     | 72        | 46        | 26       | .361     |
| 2023 | 지바 롯데 | 92    | 486   | 86    | 5     | 8     | .991     | 4     | 47        | 32        | 15       | .319     |
| 2024 | 지바 롯데 | 104   | 680   | 108   | 5     | 3     | .994     | 5     | 75        | 61        | 14       | .187     |
| 통산 | 통산      | 348   | 1842  | 313   | 16    | 26    | .993     | 14    | 229       | 166       | 63       | .275     |

내야 수비
| 연도 | 소속      | 1루   | 1루   | 1루   | 1루   | 1루   | 1루      |
| 연도 | 소속      | 경 기 | 척 살 | 보 살 | 실 책 | 병 살 | 수 비 율 |
| ---- | --------- | ----- | ----- | ----- | ----- | ----- | -------- |
| 2022 | 지바 롯데 | 50    | 296   | 24    | 0     | 16    | 1.000    |
| 2023 | 지바 롯데 | 10    | 64    | 5     | 0     | 4     | 1.000    |
| 2024 | 지바 롯데 | 15    | 125   | 5     | 0     | 10    | 1.000    |
| 통산 | 통산      | 75    | 485   | 34    | 0     | 30    | 1.000    |

외야 수비
| 연도 | 소속      | 외야  | 외야  | 외야  | 외야  | 외야  | 외야     |
| 연도 | 소속      | 경 기 | 척 살 | 보 살 | 실 책 | 병 살 | 수 비 율 |
| ---- | --------- | ----- | ----- | ----- | ----- | ----- | -------- |
| 2021 | 지바 롯데 | 1     | 1     | 0     | 0     | 0     | 1.000    |
| 통산 | 통산      | 1     | 1     | 0     | 0     | 0     | 1.000    |

- 2024년 시즌 종료 기준[주 1]
- 굵은 글씨는 시즌 최고 성적.

### 주해
1. ↑  포수 성적에 있어서 2021년 이후의 도루 시도·도루 허용·도루자·저지율에 대해서는 참고 문헌 참조

### 출전
1. ↑  “ロッテ - 契約更改 - プロ野球”. 《닛칸 스포츠》. 2024년 12월 12일에 확인함.
2. ↑  “ロッテ・益田がサヨナラ被弾…一気に3位に転落”. 《スポニチアネックス》. 2023년 6월 28일. 2023년 7월 4일에 확인함.
3. ↑  “先週の記録回顧と主な記録達成候補者（7/3現在）”. 《NPB.jp 日本野球機構》. 2023년 7월 4일. 2023년 7월 4일에 확인함.

## 참고 문헌
- 베이스볼 매거진사, 편집. (2021). 《ベースボール・レコード・ブック》 [베이스볼 레코드 북]. 2022日本プロ野球記録年鑑. 베이스볼 매거진사. ISBN 978-4-583-11429-3. 296페이지 참조.
- 베이스볼 매거진사, 편집. (2022). 《ベースボール・レコード・ブック》 [베이스볼 레코드 북]. 2023日本プロ野球記録年鑑. 베이스볼 매거진사. ISBN 978-4-583-11546-7. 52페이지 참조.
- 베이스볼 매거진사, 편집. (2023). 《2023プロ野球シーズン総決算号》 [2023 프로 야구 시즌 총결산호]. 別冊新春号. ベースボール・マガジン社. 87쪽. ASIN B0CPQ6FZRV.